# Club RC-1128
El Club RC Morales 1128 Sport fue un equipo de fútbol mexicano con sede en Ocotlán, Jalisco. Era propiedad de los exfutbolistas Ramón Morales, Carlos Adrián Morales y Carlos Salcido.

## Historia
En agosto de 2020 se funda el club a partir de la escuela de fútbol RC-1128, la cual es propiedad de los exfutbolistas profesionales Ramón Morales y Carlos Adrián Morales, quienes inscriben al equipo en la Tercera División con el objetivo de brindar un espacio profesional para los deportistas formados en la academia, el equipo fue colocado en el grupo XI en sustitución del Club Deportivo Salcido, que participó en la categoría hasta 2020 debido a la salida de su propietario a presidir la Liga de Balompié Mexicano.
Al finalizar la temporada regular, el club finalizó en la cuarta posición de su grupo con 65 puntos, por lo que calificó a la liguilla por el ascenso a la Segunda División. En las sucesivas rondas el equipo eliminó a los clubes Catedráticos Élite, CEFUT, Mazorqueros y Delfines de Abasolo para llegar a la final de la zona y con ello asegurar su ascenso a la Segunda División. El 27 de junio el equipo se proclamó campeón de la Zona B (Norte) de la Liga TDP tras derrotar al Cafessa Tlajomulco por marcador global de 4-5, con esto el club aseguró su plaza en la Serie A de México.
El 3 de julio de 2021 el equipo consiguió el subcampeonato nacional de la Tercera División luego de ser derrotado por el Fuertes de Fortín Fútbol Club por 6-5 en la tanda de tiros penales, esto tras empatar a cero goles en el tiempo regular. A finales del mismo mes se dio a conocer que el Club RC-1128 fue fusionado con el Catedráticos Elite Fútbol Club para poder competir en la Segunda División, como consecuencia de este hecho, el conjunto catedrático pasó a ocupar la plaza ganada por el club de Ocotlán en la tercera categoría del fútbol mexicano, de esta manera el Club RC-1128 dejó de existir como tal ya que no fue registrado para participar en la siguiente temporada en la Tercera División.

## Temporadas
| Temporada | División           | Posición                           |
| --------- | ------------------ | ---------------------------------- |
| 2020/2021 | 5.Tercera División | 4.º Grupo XI (Subcampeón Nacional) |

## Palmarés

### Torneos oficiales
| Competición nacional             | Títulos | Subcampeonatos |
| -------------------------------- | ------- | -------------- |
| Tercera División de México (0/1) |         | 2020-2021.     |